# Pedipalpi

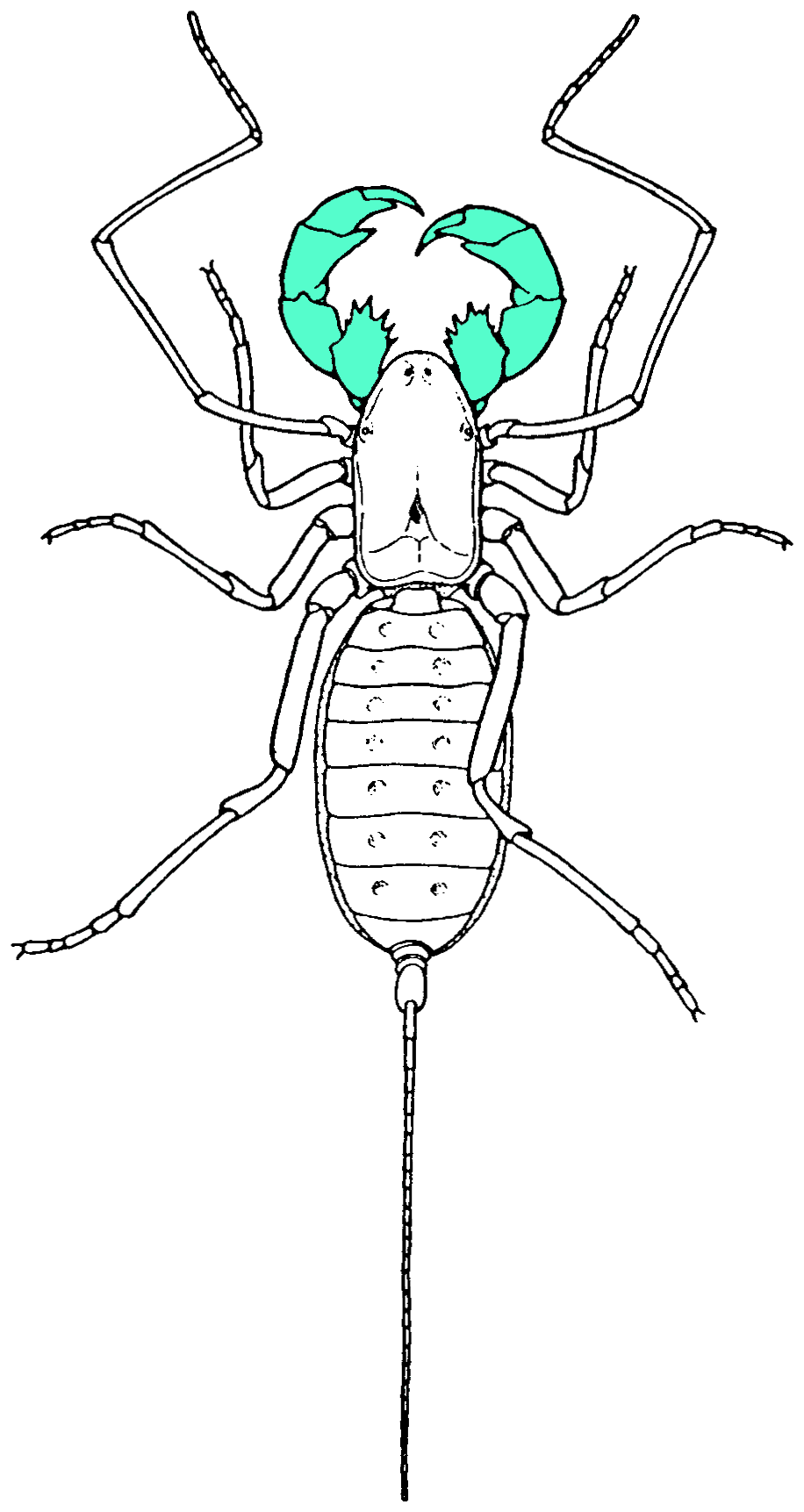
Disegno di uropigi con i pedipalpi in verde

I pedipalpi sono appendici sensoriali o prensili di cui sono dotati gli aracnidi. Corrispondono al secondo paio di arti. Possono avere forma di chela, come negli scorpioni, o essere simili agli altri arti, come nei ragni. Solitamente servono, insieme ai cheliceri (primo paio di appendici), per la presa dell'alimento.

## Funzione riproduttiva
I pedipalpi svolgono una funzione essenziale nell'ambito dell'apparato riproduttivo dei ragni. 
Nel maschio la parte estrema dei pedipalpi è leggermente diversificata per consentire l'introduzione dello sperma all'interno della femmina.

Questo organo, detto embolo (dal greco embolon = che s'introduce), rassomiglia ad una specie di pipetta terminante con un'estremità aperta, dalla quale fuoriesce lo sperma una volta inserito il tubetto nell'apertura riproduttiva della femmina del ragno.
I pedipalpi tuttavia non sono collegati direttamente con i testicoli, quindi un'operazione preliminare che il ragno maschio deve effettuare consiste nel riempire il tubetto. Per fare ciò deve depositare una goccia di sperma su un filo, singolo o appartenente ad una tela, realizzato da lui e quindi aspirarlo dentro la pipetta. Una volta eseguita anche questa procedura può iniziare la ricerca di una femmina ricettiva, attirato dai feromoni emessi da lei.
È da sottolineare come l'organo sessuale, in alcune famiglie, si sia evoluto e preveda una struttura leggermente più complessa.